# Cucina groenlandese

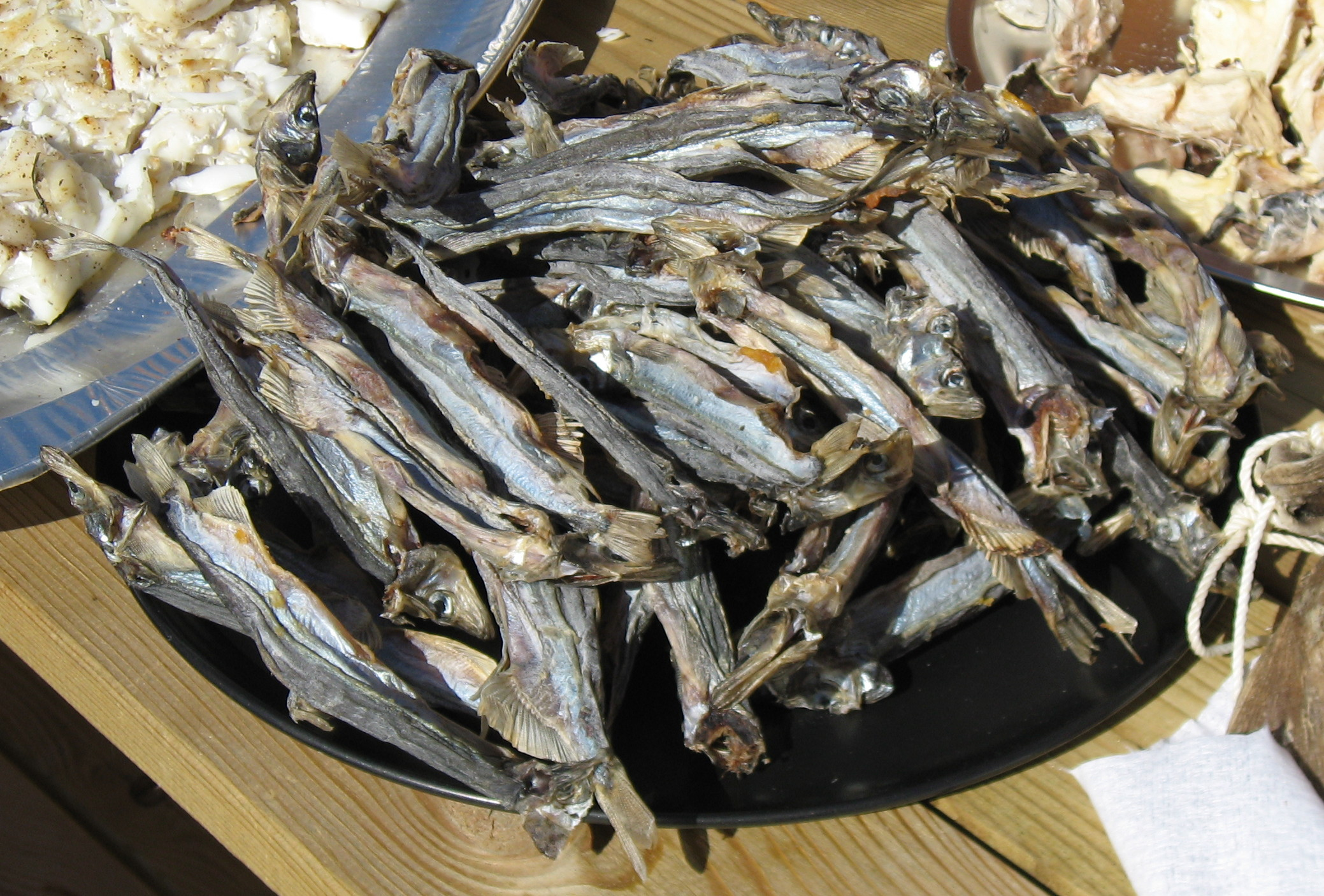
Capelano essiccato

La cucina groenlandese è l'espressione dell'arte culinaria sviluppata in Groenlandia. È una cucina che risente notevolmente delle condizioni ambientali del territorio, pertanto gli elementi salienti che la caratterizzano sono: la selvaggina (in particolar modo la renna, il tricheco, la pernice), il pesce, la carne di balena e le bacche selvatiche.
Il suaasat è il piatto nazionale: è costituito da carne di foca bollita accompagnata da un contorno di riso e cipolle.